# Oszust (gra)
Oszust (czasem używa się nazwy Tkacz lub Cygan) jest grą karcianą dla dwóch i więcej osób. Rozmiar talii zależy od liczby graczy, najczęściej jednak używa się pełnej talii (52 karty). Celem gry jest pozbycie się wszystkich kart. Istnieją dwie odmiany gry w oszusta, znacznie różniące się zasadami, choć główna idea pozostaje ta sama – wyrzucić wszystkie karty i nie dać się przyłapać na oszustwie. Drugi wariant zyskał w ostatnim czasie sporą popularność wśród młodzieży, ze względu na szybką rozgrywkę.

## Zasady gry

### 1. Wariant pierwszy – „Jedna karta”
Rozdający tasuje karty, pierwszą kładzie na stole a resztę rozdaje się pomiędzy graczy. Gracze zgodnie z ruchem wskazówki zegara dokładają do stosu po jednej karcie, koszulką do góry. Gracz musi położyć kartę o tej samej wartości lub kolorze do pierwszej rzuconej. Możliwe jest oszukanie reszty graczy na dwa sposoby: położenie niepasującej karty lub tzw. podkład (lub kanapka) – wyłożenie dwóch lub więcej kart, tak aby żaden z graczy nie zorientował się.
Osoba, która jest następna ma możliwość sprawdzenia ostatniej rzuconej karty. Jeśli jest niewłaściwa, cały stos trafia do ręki „oszusta”, w przeciwnym wypadku to gracz sprawdzający ma obowiązek zebrania puli. Zwycięża osoba, która położy wszystkie swoje karty; pozostali gracze grają dalej, zwykle dla oszczędności czasu gra kończy się, kiedy przy stole zostają dwaj ostatni gracze.

### 2. Wariant drugi
Karty są rozdawane w ten sam sposób, co w pierwszym wariancie. Gracz z lewej strony rozdającego wykłada na stół od jednej do trzech kart o jednakowej (z założenia) wartości, głośno mówiąc, jakie figury zagrywa, np. szóstki lub króle. Pozostali gracze zgodnie z ruchem wskazówek zegara kolejno dokładają do stosu pasujące karty, również koszulkami do góry. Jeżeli w ręku jednego z graczy znajdą się cztery jednakowe karty, należy je odłożyć na bok (poza grę), tak aby były one widoczne dla wszystkich. W tym wariancie częste są spektakularne oszustwa, dzięki możliwości zagrywania więcej niż jednej karty. Poza tym, osoba zagrywająca nie zawsze mówi prawdę co do wartości pierwszych rzuconych kart. Odmiana ta jest zdecydowanie szybsza i dynamiczniejsza od gry na pierwotnych zasadach. Wymaga ona także więcej strategii i zdolności przewidywania ruchów przeciwników.
Uwaga: sprawdzający nie sprawdza wszystkich kart wyłożonych przez poprzednika, tylko jedną, wybraną.